# 朱成虎
朱 成虎（しゅ せいこ、ヂュー・チョンフー、1952年1月 - ）は、中華人民共和国中国人民解放軍の軍人、国防大学教授、中国人民解放軍少将。

## 経歴
公式には1952年安徽省当塗県生まれ。旧姓は劉であり、中国建軍の父と呼ばれ一時国家元首格を有した朱徳元帥の4番目妻の外孫（朱徳は公式に6回結婚している）。成虎の命名は祖父朱徳で「人を食らう虎」の意。
4歳のころ祖父が政府最高首脳に列し、14歳の頃に文革が始まり攻撃を受け左遷させられている。
祖母に対して「性乱豪放女」との批判報道が存在する。国家の政治中枢に関与する家族の元で育ち、その特殊な環境と祖母らの性的スキャンダル攻撃が後の核恫喝に結び付いたとの報道がある。
朱徳がさらに降格させられた1969年に中国人民解放軍入隊。中国人民解放軍南京国際関係学院および軍事学院参謀班および国防大学を卒業。国防大学の戦略研究所副所長、外訓系主任（系は日本の学部に相当）、広州軍区空軍副参謀長などを歴任。1988年米国国家戦略研究所に半年間客員研究員として留学。1993〜1994年イギリスの東洋アフリカ研究学院に1年間客員研究員。
軍事教育と研究に30余年のキャリアを持ち、諸外国訪問しての講演等は20カ国を超え、中国国内でのメディア露出も多い。
2015年1月現在、国防大学の防務学院院長および教授。空軍少将の地位をもつ中国人民解放軍士官の教育指導者である。

## 核攻撃発言
2005年7月14日、香港にて『ウォール・ストリート・ジャーナル』や『フィナンシャル・タイムズ』など各国の報道機関を前に、アメリカが台湾有事に介入した場合、中国は核戦争も辞さないと発言し、「弱い勢力は、最大の努力で強い勢力の相手を打ち破るべきである」との持論を展開し、アメリカの数百の都市と引き換えに西安より東の都市すべてが壊滅することも厭わないと述べた。また、「世界の人口は無制限に迅速に増加している。今世紀中に爆発的増加の極限に到達するはずだ。しかし地球上の資源は有限なのだから、核戦争こそ人口問題を解決するもっとも有効で速い方法である。（世界人口在无限制地迅速增长，在本世纪内就要达到爆炸的极限，而地球上的资源是有限的，核战争是解决人口问题最有效最快速的方法）」と核戦争を賛美する発言を行った。
朱成虎少将の発言は以下の通り。
朱成虎の会見に参加していた『ウォール・ストリート・ジャーナル』のダニー・ギティングス記者によると、朱将軍は流暢な英語で「（中国は一貫して）核兵器先制不使用」は軍事戦略の基本方針であり、非核の通常兵器による戦争になっても、先に核兵器は使用しないと宣言してきたが、「核兵器先制不使用」は「非核の国との戦争にのみ適用される原則だ」とか「この種の方針はよく変わる」などと明言した。
即座に7月15日アメリカでも一斉に報道され、ヨーロッパ、台湾などでも物議をかもし新聞などで一斉に報道された。7月15日、この朱成虎発言に対してアメリカ合衆国国務省スポークスマンのショーン・マコーマックは「極めて無責任で、中国政府の立場を代表しないことを希望する。非常に遺憾」と非難した。中国政府は後に公式見解ではないと発表したが、同時に「中国は台湾の独立を絶対に容認しない、中国国家の分裂を促すあらゆる行動を許さない」と強調した。これについて台湾高等政策研究協会執行長官楊念祖は、「核攻撃発言はアメリカと日本に向けられたものであり、中国政府はこの発言で、米日両国の反応を試し、両国の態度を探りたいのだろう」という見解を示した。また、大陸委員会のスポークスマンは、朱の発言は非常に不適当で、中国のタカ派の強硬な態度を示したとコメントした。
7月16日、『デイリー・テレグラフ』は社説「北京凶徒」で、朱の発言は、核戦争で世界の半分の人口は壊滅するが、その代償に帝国主義も消え去るという1957年の毛沢東の発言を連想させると指摘し、『アーカンソー・デモクラット・ガゼット』は、朱少将の発言は中国政府高層部の許可を得たはずで、アメリカの反応をみており、アメリカは西太平洋の安全に更なる注意を払うべきだと警戒した。
7月17日の『ワシントン・タイムズ』の報道によると、アメリカ国防総省の高官は「朱成虎氏の発言は、おそらく事前に中国高層部の許可を得た、中国政府の見解を代表するものだろう。戦争計画の一部を無意識に漏らした可能性もある。この発言の意図は、アジア国家にアメリカの軍事力を恐れていないことをアピールするものだろう」と分析した。
『産経新聞』ワシントン支局長などを務めた古森義久は、この発言を「衝撃的というか、驚愕というか、びっくり仰天し、そのあとに肌寒い恐怖に襲われる」と述べている。
クレーム研究所アジア研究センターのタンブ主任は、「朱成虎氏の核攻撃発言は、中国政府がアメリカに直言しにくい脅しを代弁しただけであり、中国政府による計画通りの行動で、新しい世界情勢に応対するための脅迫戦略である」と指摘した。
新華社に27年間勤務し、1989年の天安門事件発生後に辞職し、定年までラジオ・フランス・アンテルナショナル中国語部門主任を担当した呉葆璋は「朱成虎氏の発言は、政変の予兆とも捉える」と指摘した。
民主運動家の魏京生は、「中国共産党は、目的達成のために手段を選ばないという卑劣な一面がある。いま中国社会には、各種の不安定要素が隠されており、政権を延命するために国民の注意を転換させ、結束力を強化する必要がある。中国政府は、対台湾戦争がこれらの目的を達成させる一番よい手段と考えている可能性がある。情報筋によると、今中国の軍事産業は大量の武器製造の注文を受けている。近く戦争が起こるとの噂も流れている」と述べた。
焦国標（元北京大学助教授）は、中国共産党は全面崩壊を目前に、文明世界に宣戦布告する危険性があると指摘した。
また、「中国は自由に見解を述べる国柄ではない、軍部の高官に対する言論規制はもっと厳しいものである、核兵器使用問題で、今まで、中国政府は北朝鮮を利用して、国際社会を脅迫し続けてきたが、今回の朱成虎氏の発言は、決して個人的な見解ではなく、中国政府は仮面を外して、赤裸々な大胆行動に出たと受け止めるべきである」という専門家の分析もある。
事態を重く見たアメリカ合衆国議会は即座に反発し、7月22日に発言に対し発言撤回と朱成虎の罷免を求める下院決議を採決し、発起人の共和党下院議員のタンクレータは、「中国政府に、武力紛争ではなく平和方式で台湾問題を解決するとの保証を求めていくべきである」と批判した。これを受けて、中国外交部は、朱の発言は中国政府の立場を表すものではないとのコメントを出し、中国人民解放軍は同年12月、朱に「行政記過」（過失を記録に残すの意）処分を下し、1年間の昇進停止としたが、これは2番目に軽い罰則と報じられている。アメリカ合衆国下院が求めた罷免は行われず、国防大学からも更迭は行わなかった為、その後も教鞭をとっている。

### 先制核攻撃論
台湾独立運動の活動家の黄文雄によると1995年ごろから過激な発言を繰り返しており、先制核攻撃を主張したとしているが原文は発見されていない。

## 著書
「中米関係の発展変化及び趨勢」、「当代米国軍事」他多数。論文発表も200件を超える。